# Cases caigudes al Pinell de Brai
Les cases caigudes del Pinell de Brai són un conjunt d'edificis enrunats del Pinell de Brai, i que significa un record de l'estat en què va quedar el poble després de quatre mesos de combats i bombardeigs a la rereguarda republicana. S'hi han instal·lat uns plafons per explicar els efectes destructius de la Guerra Civil i els bombardeigs franquistes. Els veïns del Pinell de Brai, prop de 1.800 el 1938, en tornar a casa després de mesos d'evacuació, van trobar una vila derruïda. En el decurs d'una llarga i dura postguerra, es van recuperar els camps de conreu lentament, es van reconstruir la majoria de cases i es va reprendre la vida quotidiana, en la mesura que l'ambient repressiu imposat per la dictadura franquista ho permetia.

## Història
En el context de la batalla de l'Ebre, un dels punts escollits per les forces republicanes per travessar el riu Ebre la nit del 25 de juliol de 1938 es trobava a les proximitats de Miravet. Després d'ocupar aquesta població, el gruix de les forces es va dirigir cap a la serra de Pàndols, per la carretera entre Miravet i el Pinell de Brai. Els republicans van entrar al Pinell de Brai cap a les 9 del matí del dia 25, sense trobar-hi resistència. Durant tota la batalla de l'Ebre, fins a l'ocupació per part de les forces franquistes, el 3 de novembre, el nucli del Pinell de Brai va esdevenir una zona de rereguarda republicana on es van instal·lar serveis sanitaris, d'intendència i de descans. Per aquesta raó, va ser un dels objectius dels nombrosos bombardeigs de l'artilleria de l'exèrcit franquista i de la seva aviació, bombardeigs que van deixar el poble molt malmès.

## Rodalia
El Pinell de Brai ofereix al visitant diverses rutes senyalitzades: la ruta de la Pau (itinerari circular de 74 quilòmetres que aprofita els GR i els PR), la ruta de les 3C (de celler, cova i castell) i la via verda de la Terra Alta. També s'hi pot visitar el Celler Cooperatiu del Pinell de Brai, anomenat Catedral del Vi de Catalunya, obra de Cèsar Martinell i Brunet, arquitecte deixeble de Gaudí. Tant la mateixa comarca de la Terra Alta com la veïna de la Ribera d'Ebre contenen una oferta d'espais de memòria important, ja que s'hi han recuperat espais històrics, s'hi han senyalitzat llocs de memòria i s'hi han creat diversos centres d'interpretació; tota aquesta oferta configura els Espais de la Batalla de l'Ebre. També es pot visitar per proximitat geogràfica i temàtica el camp d'aviació de la Sénia, al Montsià.